# Wierzbice

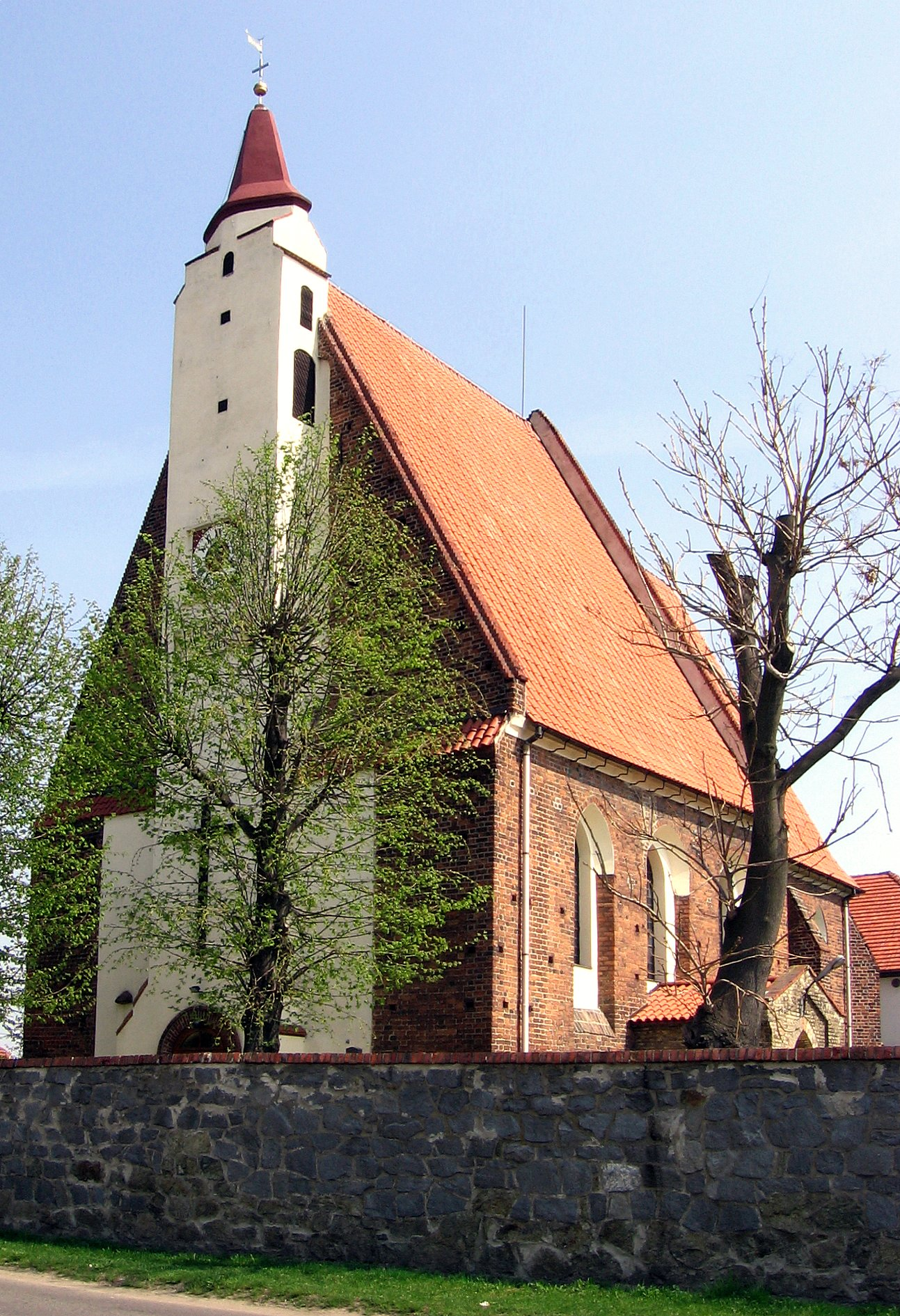
Kościół Bożego Ciała i NMP Częstochowskiej

Wierzbice – wieś w Polsce położona w województwie dolnośląskim, w powiecie wrocławskim, w gminie Kobierzyce.

## Dawna nazwa

Mapa Wierzbic (około 1820 r.)

Wieś przed rokiem 1945 nosiła niem. nazwy Konradserbe i Wirrwitz.

## Podział administracyjny
W latach 1975–1998 miejscowość administracyjnie należała do województwa wrocławskiego. 

## Zabytki
Do wojewódzkiego rejestru zabytków wpisane są:
- zespół kościoła parafialnego, ul. Lipowa:
  - kościół Bożego Ciała i NMP Częstochowskiej, parafialny, murowany, jednonawowy, zbudowany w stylu gotyckim w XV w. W połowie XVII w. wraz z przyległym cmentarzem ufortyfikowany, mur obronny zachował się do dziś. Na początku XVIII w. świątynię zbarokizowano. Z gotyckiego wyposażenia zachował się ołtarzowy tryptyk przedstawiający Ostatnią Wieczerzę, przebudowany na początku XX w.
  - cmentarz grzebalny przy kościele, z XIII w., XVIII-XX w. z  sarkofagiem barona Rudolfa Hildebranda von Hund z herbem pochowanego i siedmioma innych herbami[6][7][a]
  - plebania, z XVIII w., w drugiej połowie XIX w.
  - ogrodzenie z bramami i furtą, z XVII w.
- zespół pałacowy, ul. Lipowa 44, z XVII-XIX w.:
  - pałac, zbudowany na przełomie XVI/XVII w. w stylu renesansowym, a rozbudowany i zbarokizowany na przełomie XVII/XVIII w.
  - park